# Jean-Baptiste Drouet d'Erlon
Pour les articles homonymes, voir Drouet.
Jean-Baptiste Drouet d'Erlon, né le 29 juillet 1765 à Reims et mort le 25 janvier 1844 à Paris, est un militaire français, simple soldat de la Révolution devenu général en 1799, fait comte d'Empire par Napoléon, gouverneur général en Algérie entre 1834 et 1835 et élevé à la dignité de maréchal de France en 1843.

## Biographie
Jean-Baptiste Drouet est issu d'une famille d'artisans : son grand-père et son père sont des charpentiers et lui-même est formé comme serrurier.  Le 21 octobre 1782 il s'engage au régiment de Beaujolais, stationné à Lille, en tant que volontaire et se trouve libéré 14 septembre 1787.
Il meurt le 25 janvier 1844 et est enterré dans le canton 10 du cimetière du nord de Reims.

### La Révolution et l'Empire

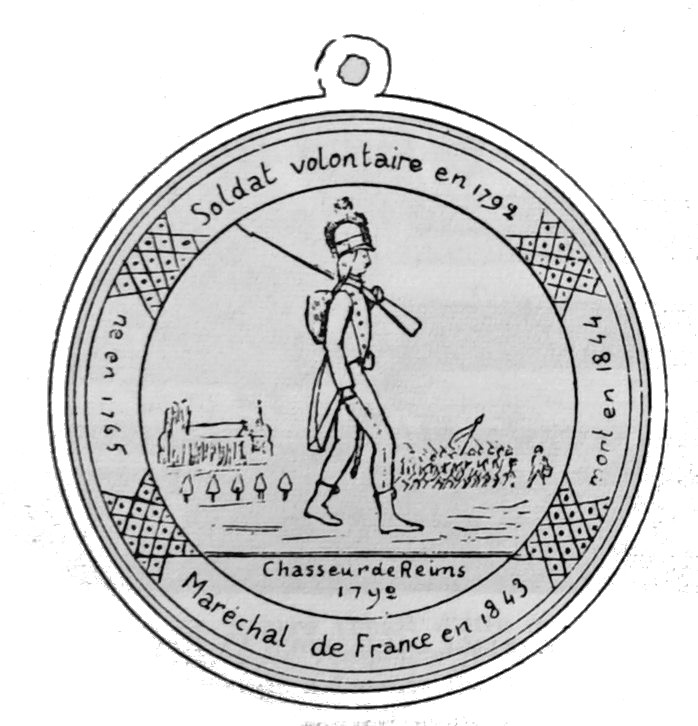
Le volontaire Drouet en 1792, médaille frappée à Reims.

En 7 août 1792, il reprend du service en tant que volontaire, caporal, au bataillon des chasseurs de Reims et fait les campagnes de 1793, 1794, 1795 et 1796 aux armées du Nord de la Moselle et de Sambre-et-Meuse. Élu capitaine, le 20 avril 1794, il passe après l'amalgame à la 13e demi-brigade légère de première formation avant de devenir le 2 mai 1794 aide de camp du général Lefebvre avec lequel il participe aux sièges de Valenciennes et de Condé. Il est promu adjudant-général le 17 février 1797. Il sert ensuite dans l’armée de Hanovre. Il est nommé général de brigade le 25 juillet 1799, puis général de division le 27 août 1803. Il commande une division du 1er Corps du maréchal Bernadotte en 1805 et participe à la bataille d'Austerlitz. En 1806, il se distingue lors de la bataille d'Iéna et à la prise de Halle. Il est blessé à la bataille de Friedland, où il est chef d’état-major du corps d’armée du maréchal Lannes. Il reçoit le 29 mai 1807, le titre de grand officier de la Légion d'honneur. 
En 1809, il joue un rôle décisif dans la soumission du Tyrol. De 1810 à 1814, il sert sous André Masséna en Espagne et au Portugal et y obtient de nombreux succès. Il commande un corps d'armée à la bataille de Vitoria. Il devient alors l’un des lieutenants du maréchal Soult. En 1814, il participe aux batailles de l’Adour, d’Orthez et de Toulouse. Il est fait comte d’Erlon sous l’Empire.

### La Première Restauration et les Cent-Jours
Sous la Première Restauration, il est nommé chevalier de Saint-Louis, grand cordon de la Légion d'honneur et commandant de la 16e division militaire. Malgré cela, il est un des premiers à reconnaître Napoléon Ier au retour de l'île d'Elbe. Il est arrêté le 13 mai 1815 comme complice de Lefebvre-Desnouettes qui a formé le projet de rassembler toutes les forces se trouvant dans le Nord de la France pour tenter un coup de main sur Paris ; mais les événements qui suivent[réf. nécessaire] le rendent bientôt à la liberté et lui permettent de s'emparer de la citadelle de Lille. 
Pendant les Cent-Jours, il est nommé pair de France et reçoit le commandement du 1er corps de l'armée du Nord. Lors de la campagne de Belgique en 1815, il ne peut participer à aucune des deux batailles simultanées de Ligny et des Quatre-Bras, le 16 juin, à cause d'ordres contradictoires de Napoléon et de Ney, sous le commandement duquel son corps a été placé par l'Empereur. Par conséquent, c'est lui qui est chargé de l'attaque principale à Waterloo le 18 juin. Malgré la valeur dont il fait preuve, son intervention reste inutile : 

« Si le soir il eût connu la position de Grouchy et qu'il eût pu s'y jeter, il lui eût été possible, au jour, avec cette magnifique réserve, de rétablir les affaires et peut-être même de détruire les alliés par un de ces prodiges, de ces retours de fortune qui lui étaient si familiers, et qui n'eussent surpris personne. Mais il n'avait nulle connaissance de Grouchy, et puis il n'était pas facile de se gouverner au milieu des débris de cette armée : -c'était un torrent hors de son lit, il entraînait. »

— Napoléon Ier au comte de Emmanuel de Las Cases.

### L'exil et le retour en France (1815-1830)
Après la capitulation de Paris, Drouet d'Erlon se rend avec son corps d'armée au-delà de la Loire. Il fait partie des personnalités soumises à arrestation immédiate par l'ordonnance du 24 juillet 1815 (article 1) : après que Jacques-Joseph Champollion l'ait caché quelque temps au domaine des Ombrages de Vif puis aidé à quitter le pays, il se réfugie en Prusse à Bayreuth. Il est condamné à mort par contumace en 1816. Par la suite, il établit une brasserie aux environs de Munich. Gracié par Charles X lors de son sacre, il rentre en France en 1825 et vit dans la retraite jusqu'à la révolution de 1830.

### La Monarchie de Juillet

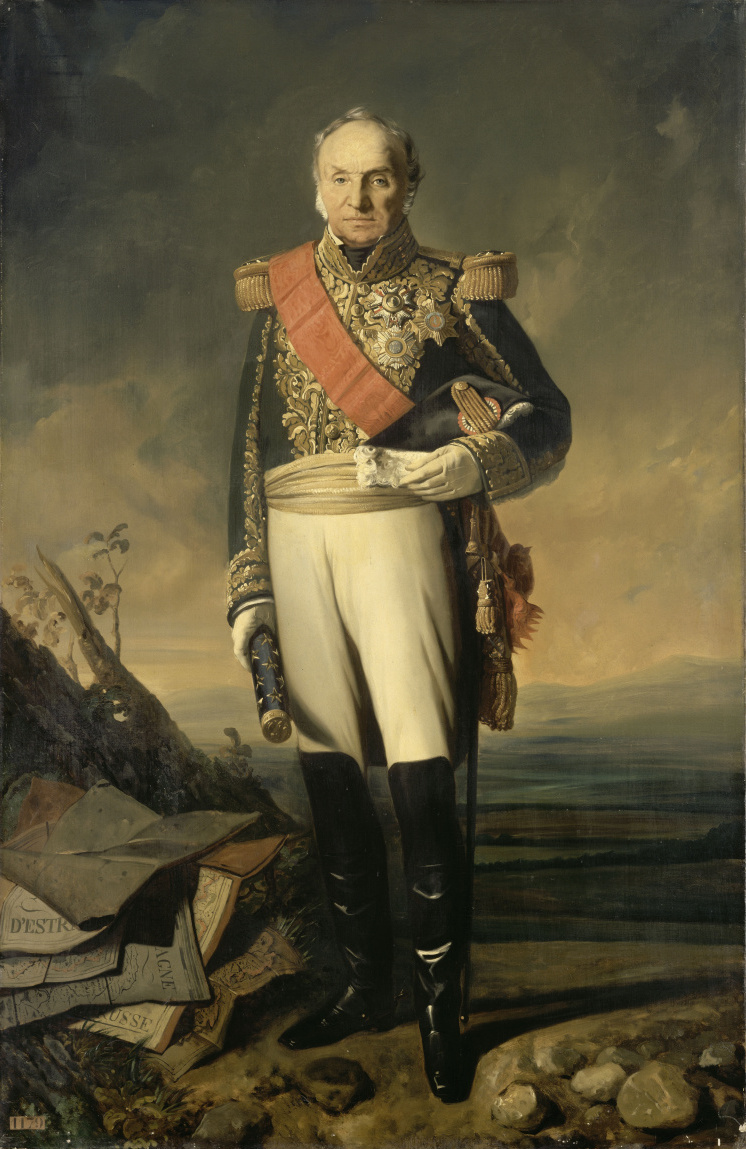
Jean-Baptiste Drouet, comte d'Erlon, maréchal de France (1765-1844), Charles-Philippe Larivière, 1844.

Le 19 novembre 1831, il est créé pair de France dans la fournée des trente-six pairs viagers, destinée à permettre l'adoption par la Chambre haute du projet de loi abolissant l'hérédité de la pairie. 

#### L'échec en Algérie (1834-1835)
En juillet 1834, il est nommé gouverneur général en Algérie, fonction qu'il est le premier à occuper (ses prédécesseurs étaient seulement commandants militaires des troupes françaises en Algérie). Il adopte quelques mesures utiles, crée les bureaux arabes et introduit le régime municipal. Il prend son poste alors que le général Desmichels, commandant à Oran, vient de conclure avec Abd el-Kader un traité (en partie secret) accordant de grands avantages à l'émir. En février 1835, Drouet d'Erlon remplace le général Desmichels par le général Trézel, qui mène une politique favorable aux tribus hostiles à Abd el-Kader, ce qui entraîne une reprise du conflit. Le général Trézel subit un échec grave lors de la bataille de la Macta (28 juin 1835). En juillet 1835, il est relevé de ses fonctions par le gouverneur général, qui est cependant aussi sanctionné : le gouvernement décide de le remplacer par le général Clauzel, pour mener une politique plus énergique (il subira aussi un échec à Constantine en 1836).

#### Après l'Algérie

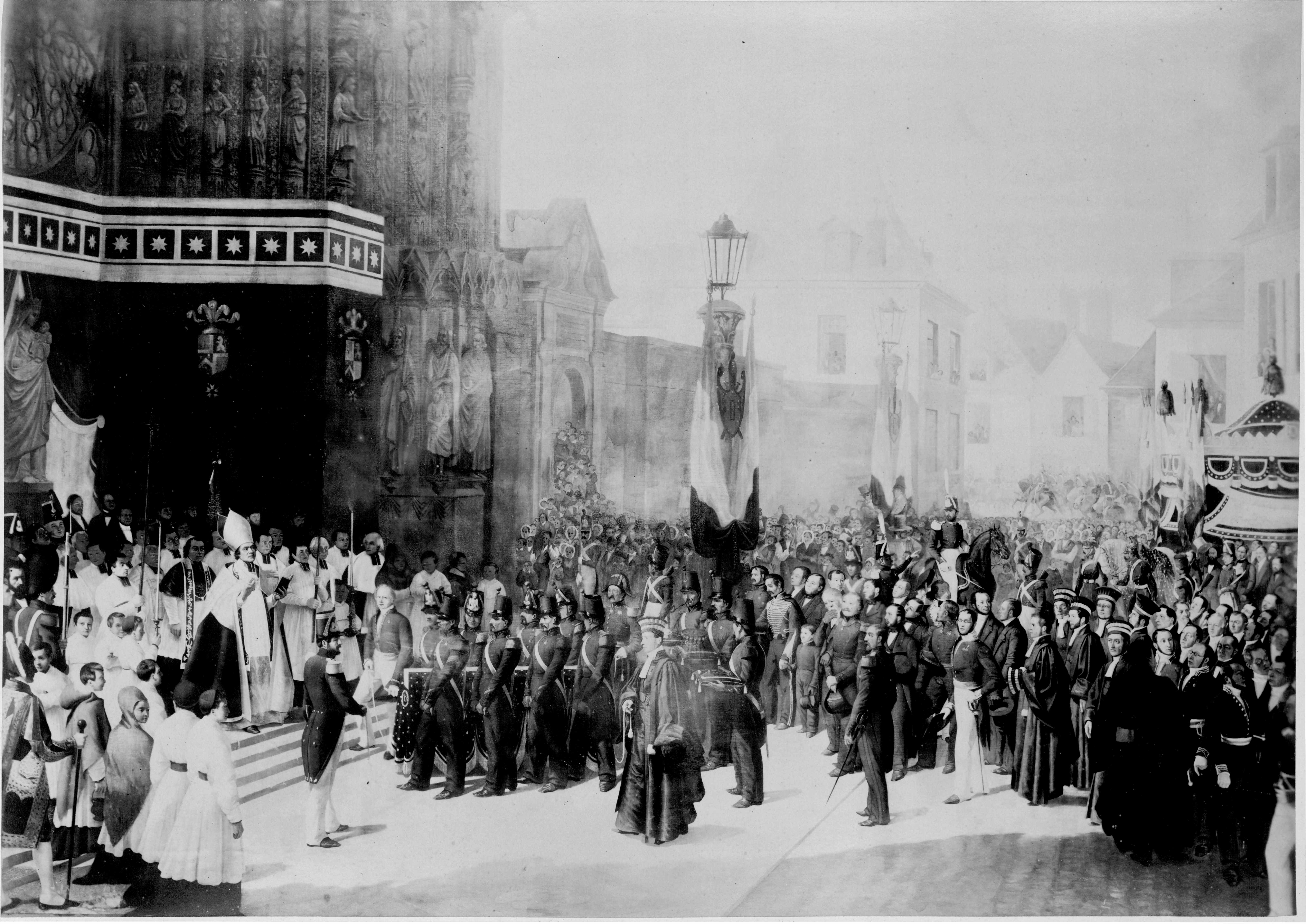
Les obsèques de Drouet, parvis de la cathédrale, peinture de V. Darjou, Bibliothèque Carnegie (Reims).

Drouet d'Erlon, revenu en France, est nommé commandant de la division militaire de Nantes. 
Par ordonnance royale du 9 avril 1843, il est élevé à la dignité de maréchal de France quelques mois avant sa mort. Il est inhumé au cimetière du Nord à Reims, comme il le souhaitait. Il bénéficie d'obsèques grandioses. Une armée de tapissiers vient de Paris décorer la cathédrale avec les tentures qui avaient servi quelques mois auparavant aux obsèques du fils de Louis-Philippe, à Notre-Dame de Paris.

## Publications
Drouet a écrit une autobiographie, intitulée Vie militaire, 1844. Les papiers personnels de Jean-Baptiste Drouet d'Erlon sont conservés aux Archives nationales sous la cote 28AP : inventaire du fonds 28AP.

## Armoiries
| Figure | Blasonnement |
|        | Armes du comte d'Erlon et de l'Empire : Écartelé: au 1, d'argent chargé du canton des comtes militaires à cinq trèfles d'azur, rangés autour en orle ; au 2, de gueules, au lion d'argent; au 3, de gueules, au chevron d'argent, acc. de trois étoiles du même ; au 4, d'argent cantonné en pointe à senestre d'azur à cinq trèfles d'azur, rangés autour en orle., |
|        | Armes du comte Drouet d'Erlon, pair de France, maréchal de France et grand-croix de la Légion d'honneur |

## Hommages

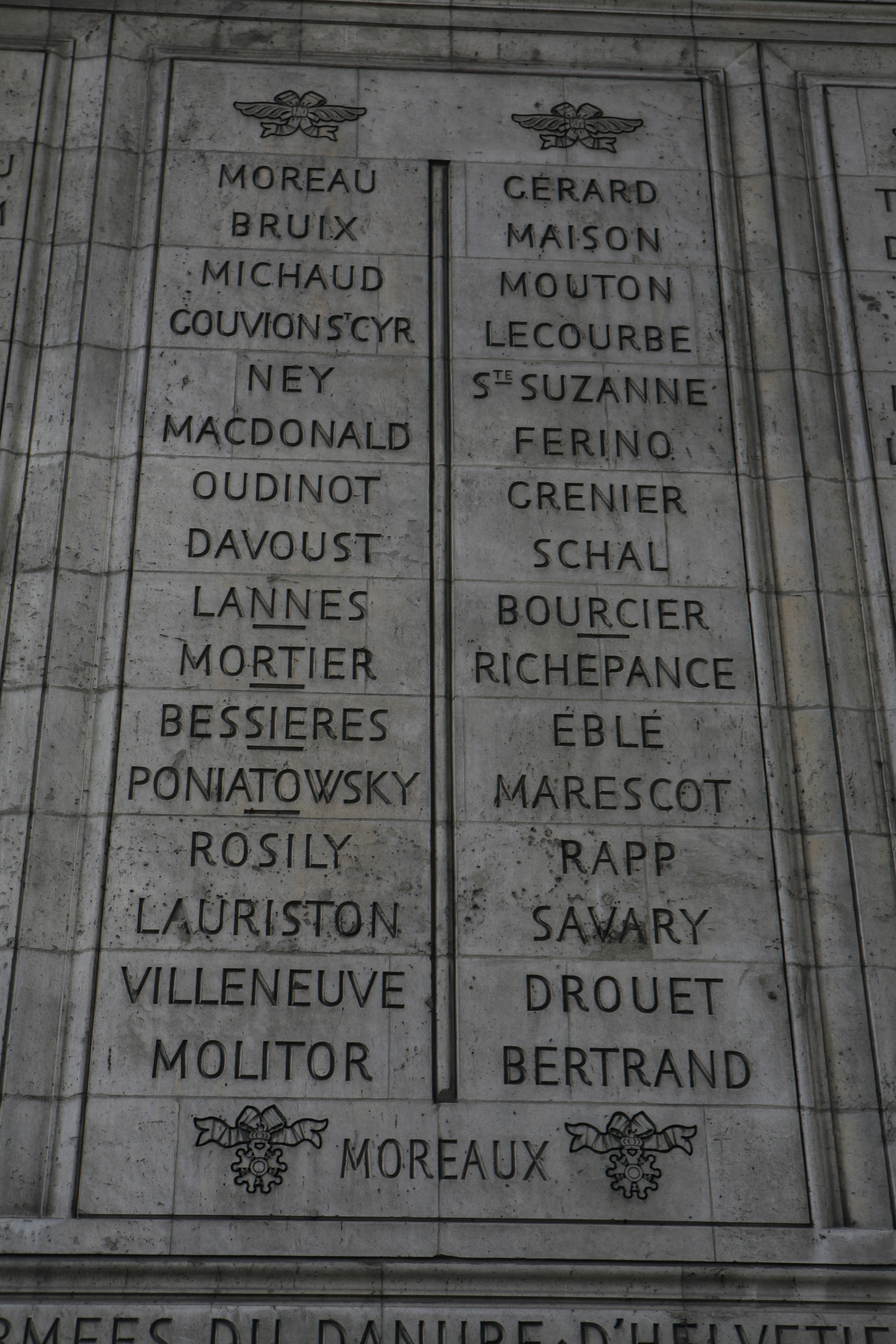
Son nom sur l'arc de triomphe.
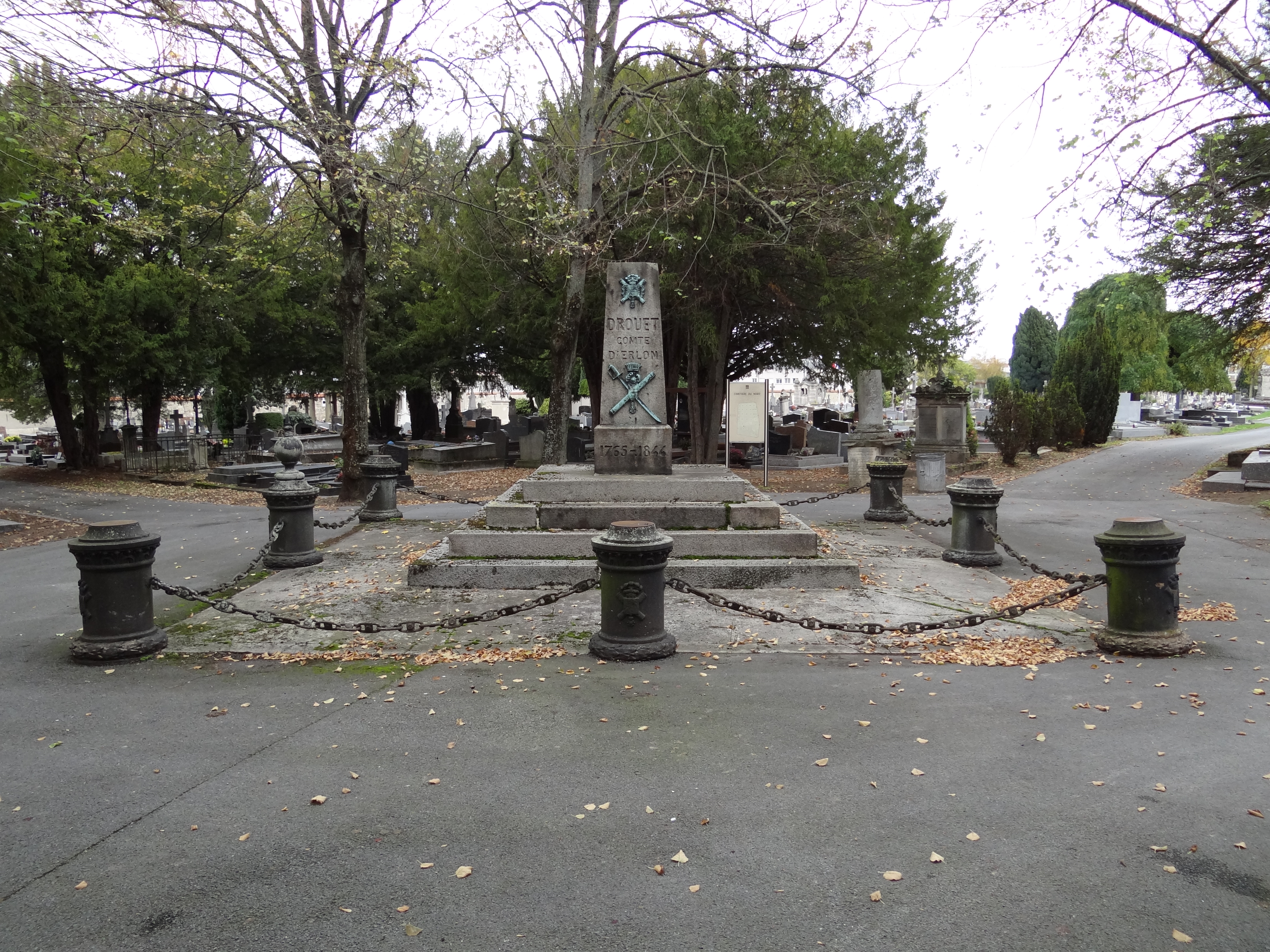
Monument funéraire au cimetière du nord de Reims.
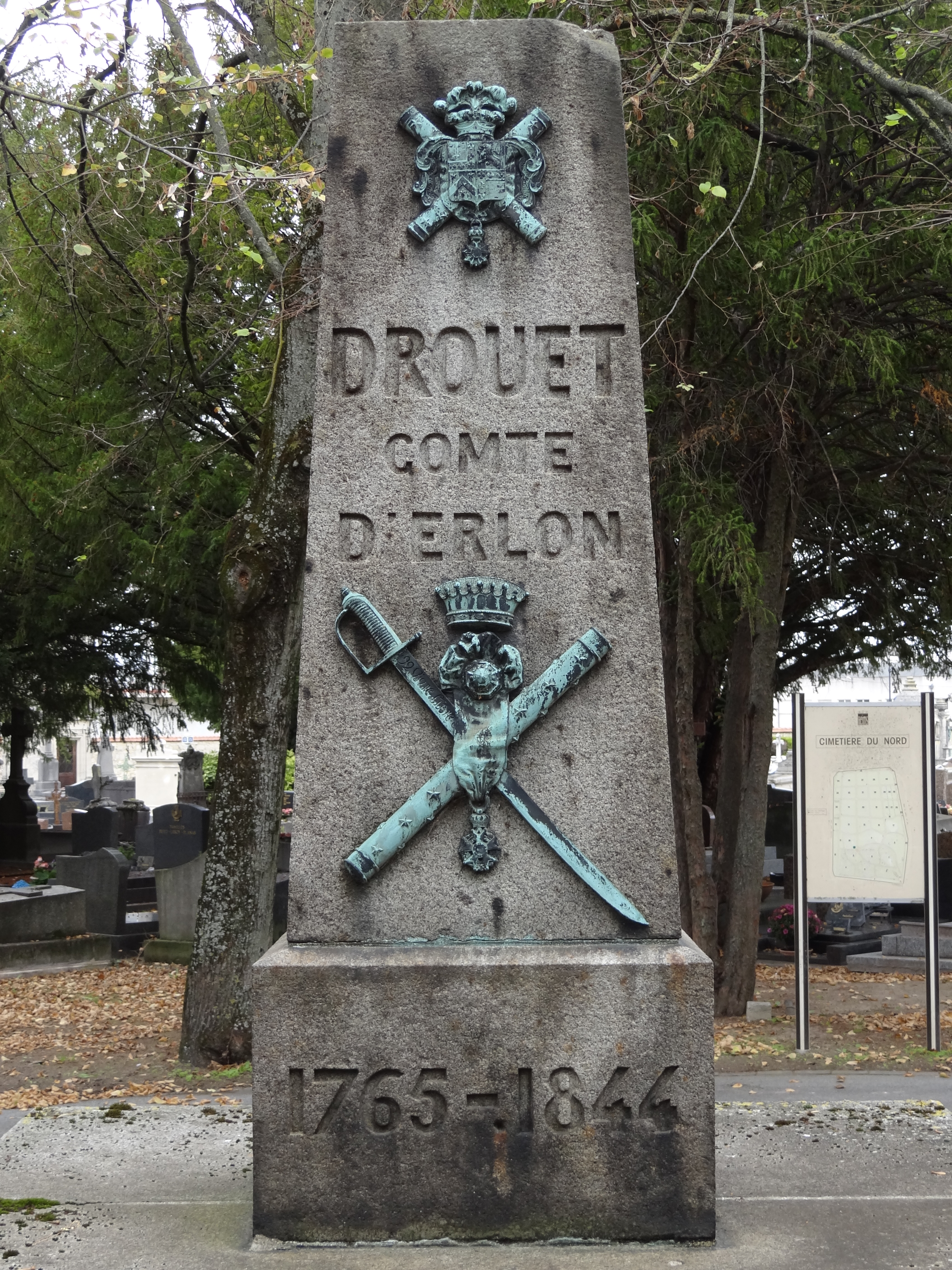
Monument funéraire au cimetière du nord de Reims.
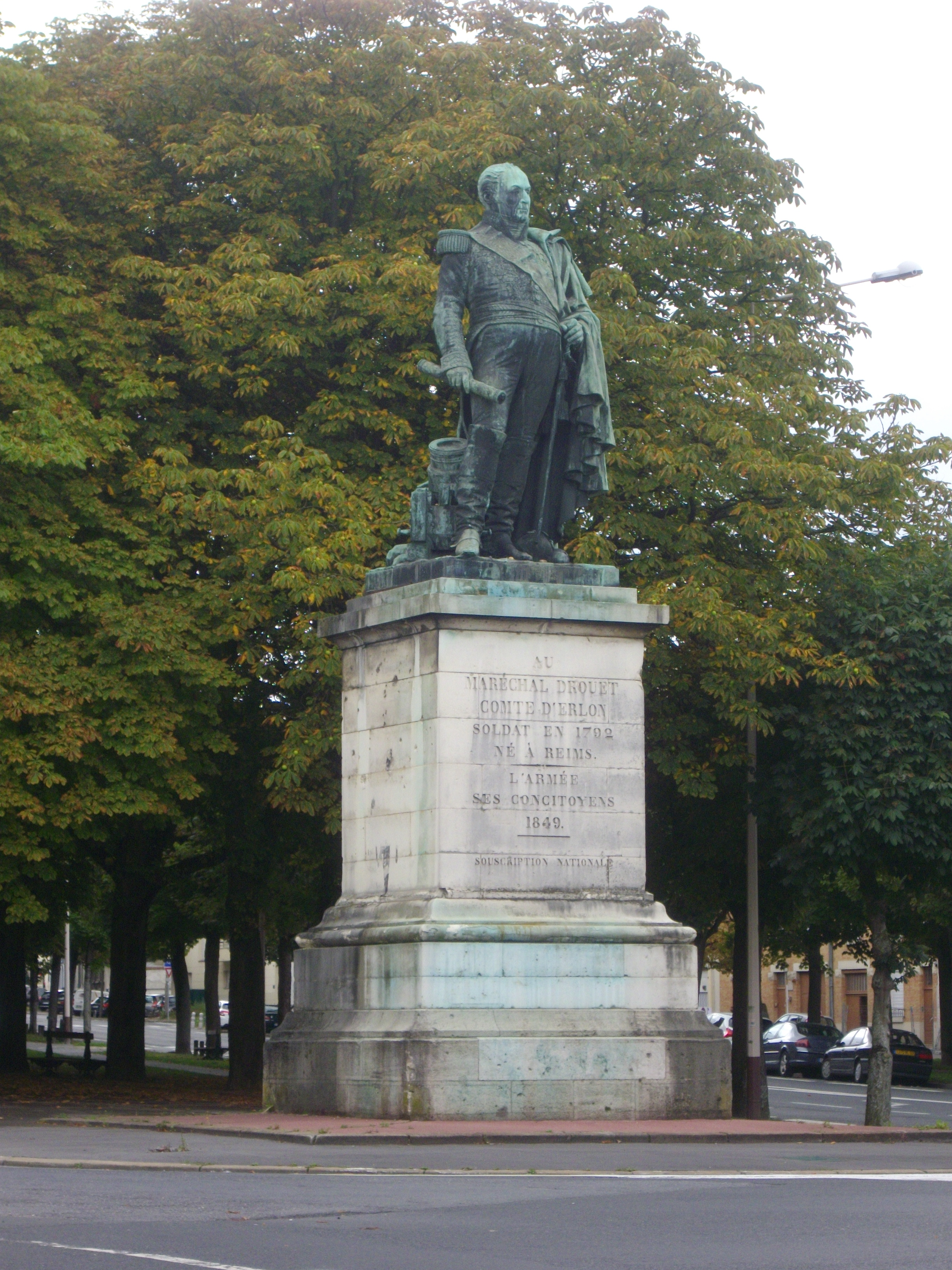
Statue à Reims.

Son nom est gravé sous l'arc de triomphe de l'Étoile : pilier Est, 13e et 14e colonnes.
La principale place piétonne de Reims, située face à la gare, porte son nom (place Drouet-d'Erlon). Sa statue, due au sculpteur Louis Rochet, située sur cette place à la hauteur de la rue de Châtivesle, a été inaugurée le 28 octobre 1849. Pour ne pas nuire à la perspective de la nouvelle fontaine Subé, elle a été transférée le 31 juillet 1903 à l’angle des boulevards Victor-Hugo et Henry-Vasnier.
La rue d'Erlon à Nantes (ancienne « rue du Palais-de-Justice ») porte ce nom depuis 1856. Un camp créé par lui près de Boufarik conserve au XIXe siècle le nom de camp d'Erlon.